# 多斑凱基介
多斑凱基介（学名：Keijia maculata）为真花介科凱基介屬下的一个种。其种加词“maculata”意为“有斑点的”。